# Басаваредди, Нишеш
Нишеш Басаваредди (англ. Nishesh Basavareddy; род. 2 мая 2005, Ньюпорт-Бич, Калифорния) — американский профессиональный теннисист. Победитель двух турниров ATP Challenger в одиночном разряде и финалист шести турниров ATP Challenger (5 — в одиночном разряде).
Победитель одного юниорского турнира Большого шлема в парном разряде (Открытый чемпионат США-2022); бывшая третья ракетка мира в юниорском рейтинге ITF (2023).

## Биография
Родился 2 мая 2005 года в городе Ньюпорт-Бич, в штате Калифорния, в США.
Оба его родителя родом из Неллуру, из Индии, и переехали в Сан-Франциско в 1999 году. У него есть старший брат, родившийся в Сан-Франциско.
В возрасте шести лет он переехал в Кармел, штат Индиана, и окончил среднюю школу Кармела.

## Спортивная карьера
В 2022 году стал победителем одного турнира серии «фьючерс» в парном разряде.
И в 2024 году стал победителем ещё двух турниров серии «челленджер» в одиночном разряде.

### 2025
В середине января 2025 года получил wild-card, и впервые стал участником основной сетки одиночного разряда турнира Большого шлема Открытого чемпионата Австралии. Где он в первом круге проиграл бывшей первой ракетке мира сербу Новаку Джоковичу со счётом 6-4, 3-6, 4-6, 2-6.

## Рейтинг на конец года
| Год  | Одиночный рейтинг | Парный рейтинг |
| 2024 | 138               | 683            |
| 2023 | 453               | —              |
| 2022 | 1 811             | 1 310          |